# سارا خادم الشريعة
سارا خادم الشريعة (مواليد 10 مارس 1997، طهران) (بالفارسية: سارا سادات خادم‌الشریعه) المعروفة كذلك باسم سارا خادم، لاعبة شطرنج إيرانية.
حققت ألقاباً عدة لإيران في لعبة الشطرنج وهي في سن مبكرة، بل أصبحت أول لاعبة شطرنج إيرانية تحصل على لقب «الأستاذ الكبير» وهو أعلى لقب يحمله لاعبو الشطرنج في العالم، ويمنحه الاتحاد الدولي للشطرنج مدى الحياة لمن يحقق الشروط اللازمة، فقد حصلت سارا عليه وهي في سن الثامنة عشرة فحسب، وكان قد حمله من قبلها لاعب إيراني واحد تاريخياً.

## مسيرتها
تعرّفت سارا على لعبة الشطرنج عبر إحدى صديقاتها، إذ شاهدتها تلعبها وقررت أن تتعلمها، فبدأت في تعلم اللعبة بشكل حقيقي في سن الثامنة، وحققت أول لقب محلي في التاسعة، وانطلقت نحو بطولة آسيا وهي في عمر العاشرة، فربحت حينها أول جائزة ذهبية آسيوية، لتحمل بعد ذلك أول ميدالية عالمية وهي في الثانية عشرة.
سنة 2016، نالت سارا جائزة الأخلاق، في بطولة عالمية للشطرنج استضافتها إيران، لأنّها رفضت الفوز على منافستها، التي تعرضت لنوبة توتر، فقبلت بإنهاء اللعبة بالتعادل بينهما. تقول إنّها تعرضت للموقف نفسه، وقد تتعرض له عدة مرات لاحقاً، فالشطرنج لا يعني الذكاء والتميز فقط، إنما يجب أن تكون اللعبة مرفقة كذلك بالأخلاق.
شاركت في بطولة العالم للشطرنج النسوية لعام 2017، لكنها خرجت من الدور الأول أمام سوفيكو غورامشفيلي.
سنة 2018، أحرزت مركز الوصافة في بطولة العالم في الشطرنج للعب السريع، التي استضافتها روسيا، إذ حصلت على تسع نقاط في اثنتي عشرة جولة، ففازت في سبع جولات وتعادلت في أربع، وخسرت واحدة. وكانت سارا اللاعبة الأنثى الإيرانية الوحيدة في الفريق الوطني الذي ضم ثلاثة لاعبين آخرين غيرها.

## روابط خارجية
- سارا خادم الشريعة على موقع الاتحاد الدولي للشطرنج (الإنجليزية)
- سارا خادم الشريعة على موقع مباريات الشطرنج (الإنجليزية)
- سارا خادم الشريعة على موقع 365Chess.com (الإنجليزية)
- سارا خادم الشريعة على موقع Chesstempo.com (الإنجليزية)
- سارا خادم الشريعة سجل أولمبياد الشطرنج للسيدات على موقع OlimpBase.org (الإنجليزية)